# Даунінгтаун (Пенсільванія)
Даунінгтаун (англ. Downingtown) — місто (англ. borough) в США, в окрузі Честер штату Пенсільванія. Населення — 7892 особи (2020).

## Географія
Даунінгтаун розташований за координатами 40°0′30″ пн. ш. 75°42′8″ зх. д. / 40.00833° пн. ш. 75.70222° зх. д. (40.008289, -75.702163).  За даними Бюро перепису населення США в 2010 році місто мало площу 5,76 км², з яких 5,67 км² — суходіл та 0,09 км² — водойми.

### Клімат
| Клімат : Даунінгтаун  | Клімат : Даунінгтаун | Клімат : Даунінгтаун | Клімат : Даунінгтаун | Клімат : Даунінгтаун | Клімат : Даунінгтаун | Клімат : Даунінгтаун | Клімат : Даунінгтаун | Клімат : Даунінгтаун | Клімат : Даунінгтаун | Клімат : Даунінгтаун | Клімат : Даунінгтаун | Клімат : Даунінгтаун | Клімат : Даунінгтаун |
| Показник              | Січ.                 | Лют.                 | Бер.                 | Квіт.                | Трав.                | Черв.                | Лип.                 | Серп.                | Вер.                 | Жовт.                | Лист.                | Груд.                | Рік                  |
| Середній максимум, °C | 3,9                  | 5,6                  | 10,6                 | 16,1                 | 22,2                 | 26,1                 | 28,9                 | 27,8                 | 23,9                 | 17,8                 | 11,7                 | 6,7                  | 16,1                 |
| Середній мінімум, °C  | −3,3                 | −2,8                 | 1,1                  | 6,1                  | 11,7                 | 16,1                 | 18,9                 | 18,3                 | 13,9                 | 8,3                  | 3,3                  | −0,6                 | 7,8                  |
| Норма опадів, мм      | 91                   | 84                   | 97                   | 94                   | 99                   | 114                  | 112                  | 114                  | 94                   | 84                   | 84                   | 97                   | 1163                 |
| --------------------- | -------------------- | -------------------- | -------------------- | -------------------- | -------------------- | -------------------- | -------------------- | -------------------- | -------------------- | -------------------- | -------------------- | -------------------- | -------------------- |
| Джерело: Weatherbase  |                      |                      |                      |                      |                      |                      |                      |                      |                      |                      |                      |                      |                      |

## Демографія
Згідно з переписом 2010 року, у селищі мешкала 7891 особа в 3286 домогосподарствах у складі 1921 родини. Густота населення становила 1370 осіб/км².  Було 3453 помешкання (600/км²).
Расовий склад населення:
| - 79,3 % — білих - 12,0 % — чорних або афроамериканців - 2,7 % — азіатів - 0,1 % — вихідців з тихоокеанських островів - 0,1 % — корінних американців - 2,6 % — осіб інших рас |

До двох чи більше рас належало 3,2 %. Частка іспаномовних становила 7,2 % від усіх жителів.
За віковим діапазоном населення розподілялося таким чином: 21,4 % — особи молодші 18 років, 66,4 % — особи у віці 18—64 років, 12,2 % — особи у віці 65 років та старші. Медіана віку мешканця становила 35,8 року. На 100 осіб жіночої статі у селищі припадало 95,3 чоловіків;  на 100 жінок у віці від 18 років та старших — 92,0 чоловіків також старших 18 років.
Середній дохід на одне домашнє господарство  становив 70 158 доларів США (медіана — 58 423), а середній дохід на одну сім'ю — 84 173 долари (медіана — 72 159). Медіана доходів становила 47 695 доларів для чоловіків та 40 244 долари для жінок. За межею бідності перебувало 8,4 % осіб, у тому числі 12,8 % дітей у віці до 18 років та 1,4 % осіб у віці 65 років та старших.
Цивільне працевлаштоване населення становило 4583 особи. Основні галузі зайнятості: освіта, охорона здоров'я та соціальна допомога — 28,9 %, виробництво — 15,7 %, роздрібна торгівля — 12,2 %.

## Відомі люди
- Майлз Олекса́ндр Те́ллер (*1987) — американський актор і музикант.